# Nhà thờ Đức Bà Paris (tiểu thuyết)
Nhà thờ Đức Bà Paris  (tiếng Pháp: Notre-Dame de Paris, 1831) là tiểu thuyết của văn hào Pháp Victor Hugo. Tác phẩm ra đời xuất phát từ việc tác giả muốn viết một cuốn tiểu thuyết về ngôi nhà thờ nổi tiếng ở thủ đô Paris (Pháp) vào năm 1828. Ông đã nhiều lần đến nhà thờ Đức bà Paris để ngắm kiến trúc cổ của ngôi nhà thờ và nảy ra ý tưởng viết một cuốn tiểu thuyết có tính chất lịch sử lấy bối cảnh Paris thời Trung cổ. Ông muốn ngôi nhà thờ cổ kính tráng lệ vượt lên trên thời gian và tất cả những biến cố. Tác phẩm đã thể hiện được sự vươn đến một tầm cao triết lý, qua cách mô tả một định mệnh đã dẫn các nhân vật gắn liền với ngôi nhà thờ này cho đến chỗ chết, chỗ hủy diệt. Chính cảm hứng bi quan này đã đem đến cho tác phẩm vẻ lớn lao và hoang dại. Tác phẩm xuất bản được chia làm 11 quyển.

## Tóm tắt nội dung

### Quyển 1-3
Bối cảnh lịch sử là ngày 6 tháng 1 năm 1482, ngày lễ hội của những người điên diễn ra ở Paris. Trong đại sảnh của pháp đình, công chúng đang xem một vở thánh kịch của Pierre Gringoire (một thi sĩ nghèo). Cô gái Bohémiens xinh đẹp Esméralda thì làm nghề múa rong ngoài phố trên quảng trường trước nhà thờ Đức bà. Hành động múa hát này đã bị gặp phải sự cấm đoán của phó Giám mục nhà thờ là Claude Frollo vốn được xem là một người đạo hạnh, uyên bác. Nhưng bản thân ông lại là một người rất cô đơn, xanh xao, u uất vì nếp sống tu hành. Hơn hết, ông đã bắt đầu thấy được hiểm họa sa vào địa ngục khi ông bắt đầu say mê cô gái múa rong. Ông đã cố gắng để thoát khỏi "địa ngục" ấy, nhưng cuối cùng bị tình yêu lôi kéo vĩnh viễn. Lễ hội tan, màn đêm buông xuống. Người kéo chuông nhà thờ Đức bà Quasimodo, kẻ dị hình, dị dạng, vừa mù, vừa thọt theo lệnh của phó Giám mục Claude Frollo mưu toan bắt cóc Esméralda. Nhưng đội tuần tra của đại úy Phoebus đã kịp giải cứu cô gái và bắt Quasimodo đi. Thi sĩ Gringoire lang thang lạc vào vương quốc ăn mày, suýt bị treo cổ, nhưng nhờ Esméralda nhận làm chồng theo luật lệ cái bang nên thoát chết. Tuy nhiên, cô chỉ nhận trên danh nghĩa để cứu mạng Gringoire vì lòng cô đã hoàn toàn hướng về đại úy Phoebus, người đã cứu cô.

### Quyển 4-6
Vốn nhân từ, Esméralda bỏ qua vụ bắt cóc và đã đem nước cho Quasimodo uống trong lúc hắn bị xử phạt trên đài bêu vì tội bắt cóc và gây rối loạn ban đêm. Tâm hồn hoang dã của Quasimodo từ lâu không quen giao tiếp với thế giới con người, chỉ biết có cha nuôi là phó Giám mục Frollo, người đã đem hắn về nuôi khi hắn còn là một quái thai dị dạng bị bỏ trước cửa nhà thờ. Vẻ đẹp và tấm lòng của Esméralda đã làm thức tỉnh trái tim hoen rỉ của hắn. Quasimodo bắt đầu yêu, một tình yêu bất diệt không cần đền đáp.

### Quyển 7
Esméralda yêu Phoebus một cách mù quáng, dù Phoebus thực chất chỉ là một gã sở khanh ăn chơi đàng điếm, đã có hôn thê là một tiểu thư quý tộc. Esméralda đã nhận lời hẹn hò của y tại một căn nhà trọ ở vùng ngoại ô. Phó Giám mục yêu Esméralda điên dại nên đã theo dõi rình mò đôi tình nhân, y đã không kìm chế được nỗi ghen tuông khi thấy Phoebus đang quyến rũ Esmeralda và hắn đã đâm Phoebus rồi bỏ trốn. Esméralda bị kết án vì hai tội: giết người và làm phù thủy.

### Quyển 8-10
Esméralda bị kết án treo cổ, Quasimodo phá pháp trường để cứu Esméralda, đem cô vào trú ẩn an toàn trong nhà thờ Đức bà. Những người ăn mày đang nóng lòng chờ Esméralda nhưng không thấy cô trở lại đã tấn công vào nhà thờ để cứu cô. Quasimodo tưởng họ đến giết Esméralda nên tấn công và đẩy lùi những người ăn mày.

### Quyển 11
Phó Giám mục Claude Frollo tuyệt vọng đến mức mất cả lý trí và nhân tính. Hắn phát hiện ra Esméralda đang trú ẩn trong nhà thờ nên đã ép buộc và đe dọa cô. Với sự che chở của Quasimodo, Esméralda vẫn sống bình an và vẫn yêu Phoebus. Frollo cho thi sĩ Gringoire đến để lừa cô ra ngoài, một mặt hắn lại báo cho bọn cảnh binh biết để truy bắt. Frollo đã đặt điều kiện buộc Esméralda phải ưng thuận mình, bằng không ông sẽ giao cô cho bọn cảnh binh đang truy đuổi cô ráo riết. Esméralda quyết chịu chết chứ không ưng thuận nên Frollo đã giao cô cho một bà ẩn tu điên dại đã tự chôn mình trong ngôi mộ lộ thiên từ khi đứa con gái của bà bị người Bohémien bắt cóc và để lại một đứa trẻ dị dạng (bà đã đem đứa trẻ dị dạng đó để trước thềm nhà thờ Đức bà, Frollo đã đem đứa trẻ về nuôi, đó là Quasimodo). Vì thế người ẩn tu này rất ghét bọn Bohémien nên Frollo nghĩ rằng Esméralda sẽ bị bà hành hạ cho đến chết. Nhưng sau đó, hai mẹ con đã nhận ra nhau nhờ vật kỷ niệm (đôi giày của trẻ con mà Esméralda luôn mang bên người là do mẹ làm cho). Cuối cùng, cảnh binh đã tìm được nơi ẩn nấp của hai mẹ con. Người mẹ hết sức bảo vệ con, nhưng Esméralda vẫn bị bắt đi và bà đã chết vì bị đập đầu xuống đất khi đang cố bảo vệ con khỏi giá treo cổ. Esméralda bị đem đi treo cổ một lần nữa. Quasimodo biết được đầu đuôi câu chuyện và khi chứng kiến tận nụ cười thâm độc của phó Giám mục khi thấy Esméralda bị đưa ra xử tử, đã xô Frollo ngã từ trên tháp chuông nhà thờ xuống đất. Sau đó, Quasimodo đã ôm xác Esméralda và chết trong hầm mộ. Tám tháng sau, ngôi mộ bị quật lên. Khi thấy 2 bộ xương, người ta đã định tách họ ra. Xương của Quasimodo tan thành bụi.

## Chuyển thể

### Phim
- Esmeralda (1905)
- The Hunchback of Notre Dame (1911)
- The Darling of Paris (1917)
- Esmeralda
- The Hunchback of Notre Dame (1923)
- The Hunchback of Notre Dame (1939)
- The Hunchback of Notre Dame (1956)
- The Hunchback of Notre Dame (1996)
- The Hunchback (1997)
- Quasimodo d'El Paris
- Saeed Khan Rangeela: một nhà biên kịch Pakistan tên là Kubra Aashiq làm phim vào năm 1973 và tự bản thân vào vai Quasimodo. Tuy nhiên, do không đáp ứng được nhu cầu của khán giả nên phim không được đánh giá cao.[1]

### Truyền hình
- The Hunchback of Notre Dame (1966)
- The Hunchback of Notre Dame (1977)
- The Hunchback of Notre Dame (1982)
- The Hunchback of Notre Dame (1986)

### Sân khấu
- Năm 1977, Ken Hill chuyển thể ra sân khấu, diễn tại Nhà hát Quốc gia Hoàng gia ở Luân Đôn, Anh.
- Năm 2010, Pip Utton chuyển thể ra sân khấu, diễn tại The Pleasance như là một phần của lễ hội Edinburgh Fringe.

### Âm nhạc
- The Hunchback of Notre Dame của Alec R. Costandinos và Dàn nhạc Giao hưởng Syncophonic Orchestra từ năm 1977
- The Hunchback của Some Say Leland

### Nhạc kịch
- Nhà thờ Đức Bà Paris (1998)

### Ba lê
- Notre-Dame de Paris (1965) – Roland Petit biên đạo, công diễn tại Nhà hát Ba lê Paris (Ballet de l'Opéra National de Paris)
- The Hunchback of Notre Dame (1998) – Michael Pink biên đạo và đạo diễn; nhạc của Philip Feeney
- Ringaren i Notre Dame (viết bằng tiếng Thụy Điển, nghĩa là "Người rung chuông Nhà thờ Đức Bà"; 2009) – Pär Isberg biên đạo; phần nhạc của Stefan Nilsson; công diễn vào ngày 3 tháng 4 tại Nhà hát Ba lê Hoàng gia Thụy Điển.

### Phát thanh
Truyện được đọc 2 lần phát sóng trên đài BBC
- Năm phần từ 6 tháng 1 đến 3 tháng 2 năm 1989 với phần diễn giọng Quasimodo của Jack Klaff
- Hai phần vào 30 tháng 11 và 7 tháng 12 năm 2008 với David Bower trong vai Quasimodo.